# Parc national de Barool
Le parc national de Barool est un parc national situé en Nouvelle-Galles du Sud en Australie à 479 km au nord de Sydney.

## Géographie
Barool partage ses limites avec le parc national Nymboida au nord-est et la réserve naturelle de Mann River à l'ouest.